# Звёздное сельское поселение
Звёздное се́льское поселе́ние — упразднённое муниципальное образование в Кемеровском районе Кемеровской области. Административный центр — посёлок Звёздный.

## История
Звёздное сельское поселение образовано 17 декабря 2004 года в соответствии с Законом Кемеровской области № 104-ОЗ. 

## Население
| 2010  | 2011  | 2012  | 2013  | 2014  | 2015  | 2016  |
| ----- | ----- | ----- | ----- | ----- | ----- | ----- |
| 3789  | ↗3794 | ↗3819 | ↗3852 | ↗3933 | ↗3953 | ↘3946 |
| 2017  | 2018  | 2019  |       |       |       |       |
| ↘3926 | ↘3903 | ↘3902 |       |       |       |       |

## Состав сельского поселения
| № | Населённый пункт | Тип населённого пункта          | Население |
| - | ---------------- | ------------------------------- | --------- |
| 1 | Благодатный      | посёлок                         | 439       |
| 2 | Денисово         | деревня                         | 15        |
| 3 | Звёздный         | посёлок, административный центр | 1385      |
| 4 | Крёково          | деревня                         | 36        |
| 5 | Мозжуха          | деревня                         | 1913      |
| 6 | Семёновский      | посёлок                         | 1         |